# Glena hima
Glena hima là một loài bướm đêm trong họ Geometridae.